# Saint-Angeau
Saint-Angeau est une ancienne commune du Sud-Ouest de la France, située dans le département de la Charente (région Nouvelle-Aquitaine). 
Le 1er janvier 2018, elle fusionne avec Sainte-Colombe et Saint-Amant-de-Bonnieure pour former la commune nouvelle de Val-de-Bonnieure dont elle est le chef-lieu.
Ses habitants sont les Angelusiens et les Angelusiennes.

## Géographie

### Localisation et accès
Située à 9 km à l'est de Mansle et 25 km au nord d'Angoulême, la commune de Saint-Angeau est une des plus importantes de l'ancien canton de Mansle.
C'est une commune essentiellement agricole. Elle possède un gros bourg dont les maisons s'étagent sur les flancs de la colline qui domine la rive gauche de la Bonnieure, et qui fait face au petit bourg de Saint-Amant-de-Bonnieure situé sur l'autre rive.
Saint-Angeau est aussi à 13 km au nord-ouest de Chasseneuil-sur-Bonnieure, 14 km de La Rochefoucauld, Saint-Claud et Saint-Amant-de-Boixe, 21 km au sud-est de Ruffec.
La D.6 de Mansle à La Rochefoucauld, parcourt le nord-est de la commune et dessert le bourg; elle sert de limite communale à l'est. La commune et le bourg sont aussi traversés par la D.15, route secondaire de Cognac à Confolens, qui permet de joindre la N.10 vers Angoulême au sud-ouest par Tourriers.

### Hameaux et lieux-dits
La commune possède quelques hameaux importants, dont : Terrebourg et Biâgne, sur la route de Saint-Amant-de-Boixe, Chez Baige, sur la route de Saint-Ciers à Coulgens, les Fougères, sur la route du bourg à Coulgens ; la Berthière, dans le sud, Chez Pouillat, près de la Tardoire, Devezeau, Villars, dont une partie appartient à la commune de Saint-Ciers, etc.

### Communes limitrophes
| Saint-Ciers    | Saint-Amant-de-Bonnieure (Val-de-Bonnieure) |                                   |
| Nanclars       | Saint-Angeau                                | Sainte-Colombe (Val-de-Bonnieure) |
| Aussac-Vadalle | Coulgens                                    | La Rochette                       |

### Géologie et relief
Le sol est constitué d'un plateau calcaire datant du Jurassique supérieur (Oxfordien à l'est de la Tardoire, Kimméridgien à l'ouest), qui appartient au karst de La Rochefoucauld. Une zone d'argile rouge datant du tertiaire couvre le plateau en limite de commune avec Sainte-Colombe (route de La Rochefoucauld). Quelques petites zones de grèzes occupent certains endroits (flanc sud de la vallée de la Tardoire, en limite avec Coulgens). Les vallées elles-mêmes (Tardoire et Bonnieure) sont occupées par des alluvions du quaternaire,,.
Le relief de la commune est celui d'un plateau d'une altitude moyenne de 90 m traversé par la vallée de la Tardoire et bordé par celle de la Bonnieure au nord. Le point culminant de la commune est à une altitude de 108 m, situé au sud-ouest après Terrebourg. Le point le plus bas est à 65 m, situé sur la limite nord-ouest dans la vallée de la Tardoire. Le bourg, surplombant la Bonnieure, est à 90 m d'altitude.

### Hydrographie
Saint-Angeau est limitée au nord par la Bonnieure, et parcourue du sud au nord par la Tardoire; mais le lit de ce dernier cours d'eau est à sec pendant une grande partie de l'année et parsemé de gouffres, dû à la nature karstique du sol.

### Climat
Comme dans les trois quarts sud et ouest du département, le climat est océanique aquitain.

## Toponymie
Le nom est attesté par la forme ancienne Sanctus Angelus vers 1300.
Angeau vient du gréco-latin angelus qui signifie « ange ». Le chef des anges est saint Michel, à qui l'église est consacrée,.

## Histoire
Une petite grotte, située au-dessous du bourg de Saint-Angeau, près de la Bonnieure, semble avoir été habitée par l'homme préhistorique.
Pendant le Moyen Âge, Saint-Angeau, comme Coulgens, Sainte-Colombe et La Rochette, était sur le chemin de Saint-Jacques-de-Compostelle qui passait en Charente par Nanteuil-en-Vallée, Tusson, Saint-Amant-de-Boixe, Angoulême, Mouthiers, Puypéroux, Aubeterre.
Pendant la première moitié du XXe siècle, Saint-Angeau était le point de départ de la petite ligne ferroviaire d'intérêt local à voie métrique des Chemins de fer économiques des Charentes allant à Segonzac, et qui passait par Mansle et Rouillac. Elle était également située sur la ligne de la même compagnie allant d'Angoulême à Confolens par Champagne-Mouton, lignes appelées le Petit Mairat.

## Administration

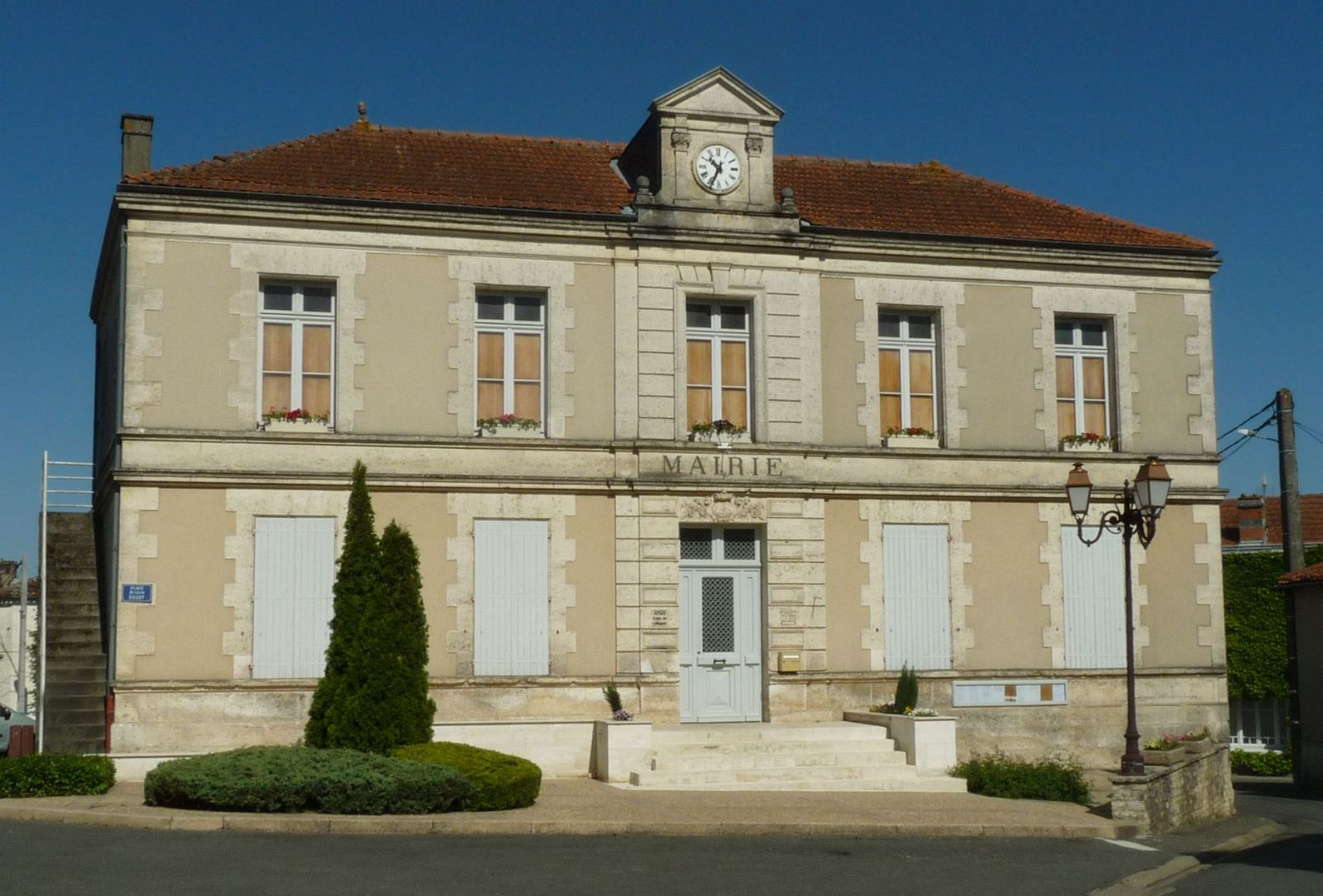
La mairie de Saint-Angeau

### Liste des maires
| Période                                  | Période       | Identité          | Étiquette | Qualité                  |
| ---------------------------------------- | ------------- | ----------------- | --------- | ------------------------ |
| Les données manquantes sont à compléter. |               |                   |           |                          |
| 1995                                     | 2008          | Laurent Maupetit  |           |                          |
| 2008                                     | décembre 2017 | Jacques Bourabier | SE        | Retraité de l'imprimerie |

## Population et société

### Démographie
L'évolution du nombre d'habitants est connue à travers les recensements de la population effectués dans la commune depuis 1793. Pour les communes de moins de 10 000 habitants, une enquête de recensement portant sur toute la population est réalisée tous les cinq ans, les populations de référence des années intermédiaires étant quant à elles estimées par interpolation ou extrapolation. Pour la commune, le premier recensement exhaustif entrant dans le cadre du nouveau dispositif a été réalisé en 2007.

En 2015, la commune comptait 768 habitants, en évolution de +11,63 % par rapport à 2009 (Charente : −0,48 %, France hors Mayotte : +2,11 %).
| 1793 | 1800 | 1806 | 1821 | 1831 | 1841 | 1846 | 1851 | 1856 |
| ---- | ---- | ---- | ---- | ---- | ---- | ---- | ---- | ---- |
| 613  | 736  | 686  | 691  | 770  | 786  | 839  | 858  | 846  |

| 1861 | 1866 | 1872 | 1876 | 1881 | 1886 | 1891 | 1896 | 1901 |
| ---- | ---- | ---- | ---- | ---- | ---- | ---- | ---- | ---- |
| 840  | 860  | 830  | 823  | 805  | 792  | 778  | 764  | 746  |

| 1906 | 1911 | 1921 | 1926 | 1931 | 1936 | 1946 | 1954 | 1962 |
| ---- | ---- | ---- | ---- | ---- | ---- | ---- | ---- | ---- |
| 727  | 710  | 671  | 649  | 573  | 656  | 586  | 597  | 561  |

| 1968 | 1975 | 1982 | 1990 | 1999 | 2006 | 2007 | 2012 | 2015 |
| ---- | ---- | ---- | ---- | ---- | ---- | ---- | ---- | ---- |
| 613  | 566  | 576  | 579  | 647  | 664  | 669  | 763  | 768  |

### Pyramide des âges
| Hommes | Classe d’âge | Femmes |
| ------ | ------------ | ------ |
| 2,0    | 90 ans ou +  | 4,4    |
| 12,8   | 75 à 89 ans  | 13,7   |
| 19,4   | 60 à 74 ans  | 17,8   |
| 21,1   | 45 à 59 ans  | 17,0   |
| 19,1   | 30 à 44 ans  | 18,1   |
| 13,8   | 15 à 29 ans  | 14,5   |
| 11,8   | 0 à 14 ans   | 14,5   |

| Hommes | Classe d’âge | Femmes |
| ------ | ------------ | ------ |
| 0,5    | 90 ans ou +  | 1,6    |
| 8,2    | 75 à 89 ans  | 11,8   |
| 15,2   | 60 à 74 ans  | 15,8   |
| 22,3   | 45 à 59 ans  | 21,5   |
| 20,0   | 30 à 44 ans  | 19,2   |
| 16,7   | 15 à 29 ans  | 14,7   |
| 17,1   | 0 à 14 ans   | 15,4   |

### Enseignement
L'école est un RPI entre Saint-Amant-de-Bonnieure et Saint-Angeau. Saint-Amant accueille l'école maternelle et Saint-Angeau l'école élémentaire, avec trois classes. Le secteur du collège est Mansle.

## Économie

### Agriculture
La viticulture occupe une petite partie de l'activité agricole. La commune est située dans les Bons Bois, dans la zone d'appellation d'origine contrôlée du cognac.

## Culture locale et  patrimoine

### Lieux et monuments
- L'église paroissiale Saint-Michel, construite vers le milieu du XIIe siècle; sa façade a été remontée au XVIe siècle. Elle est inscrite monument historique depuis 1948[21]. Elle est sur un des chemins de Compostelle[22].

L'église de Saint-Angeau
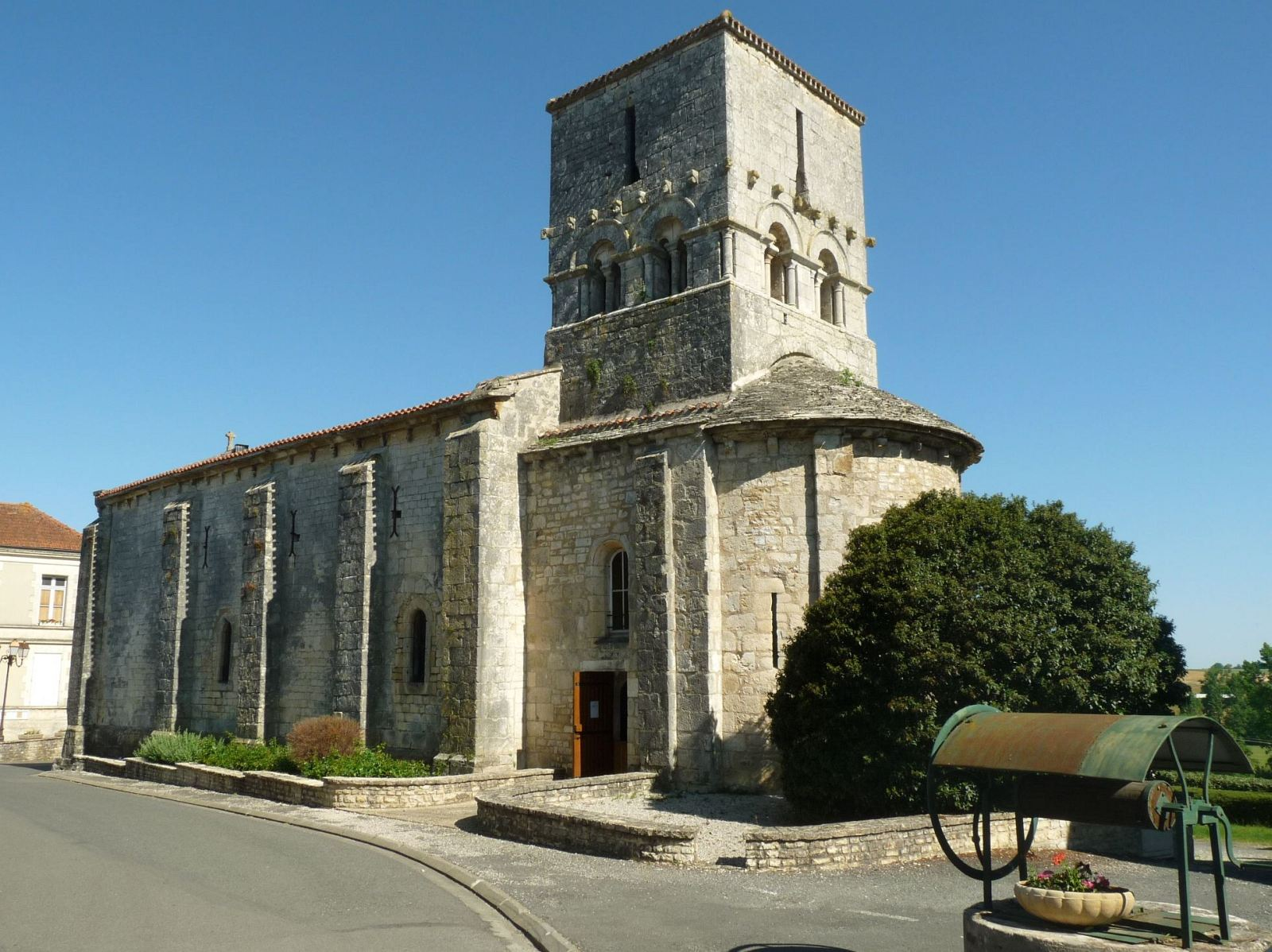
Vue latérale, clocher roman élancé et abside couverte de lauses.
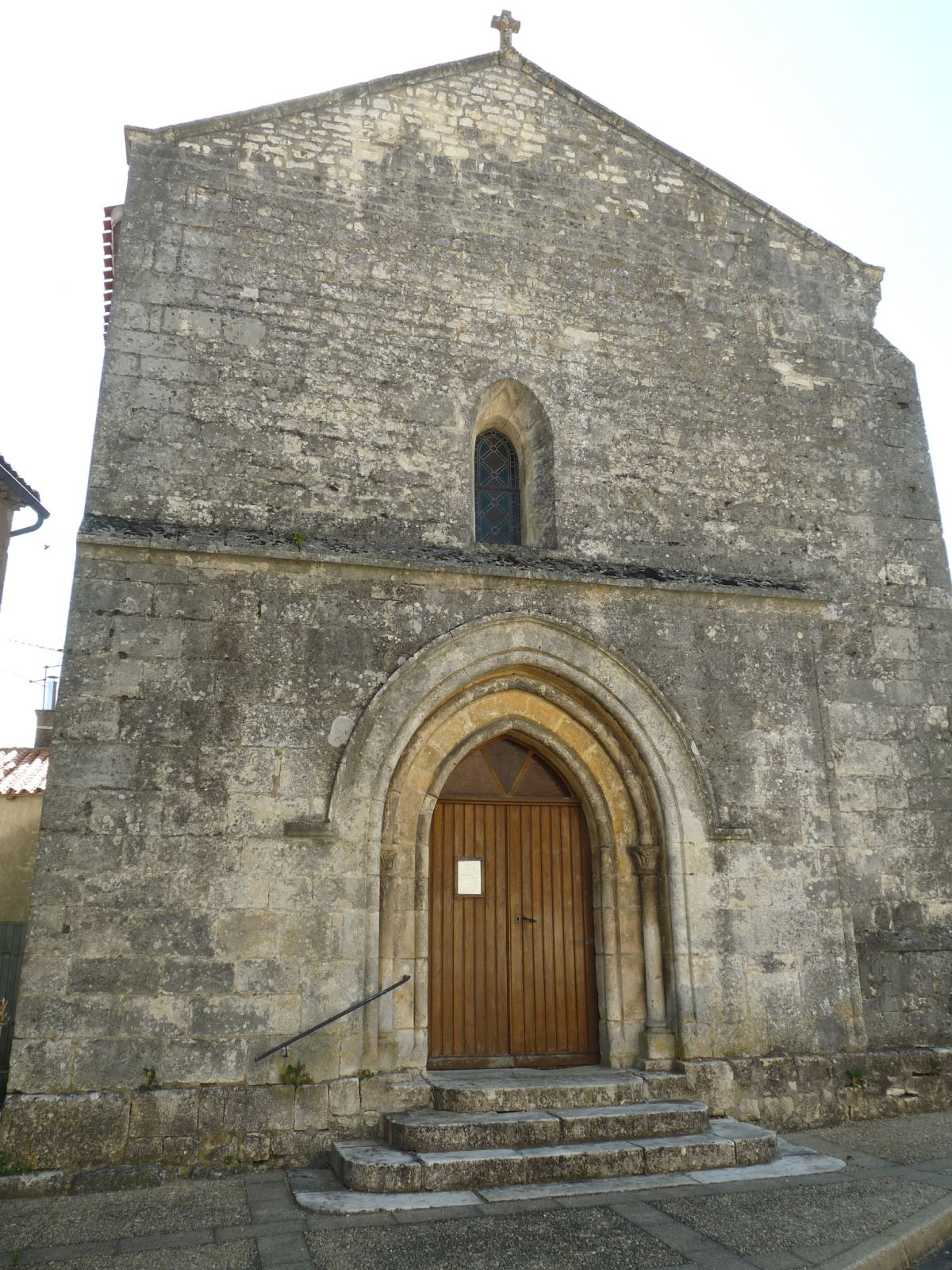
La façade du XVIe siècle.
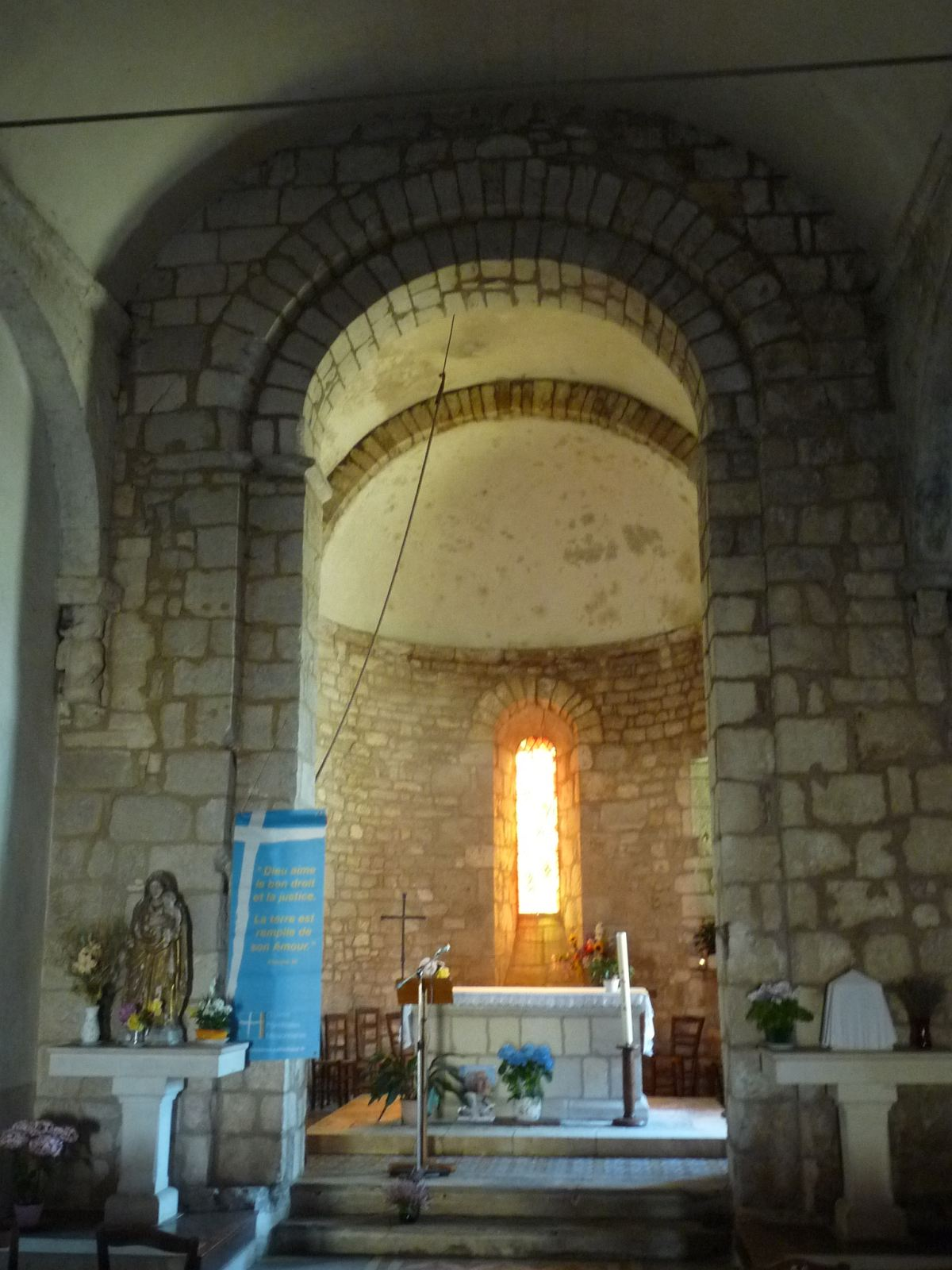
Le chœur.

### Personnalités liées à la commune
- Gil Roland, acteur né à Saint-Angeau (1902-1967).

### Héraldique
| Blason | Blasonnement : D’argent aux trois fasces de gueules, à la bande d’azur chargée de trois fleurs de lys d’or posées dans le sens de la bande brochant sur le tout. |